# Appias sabina
Appias sabina is een vlindersoort uit de familie van de Pieridae (witjes), onderfamilie Pierinae.
Appias sabina werd in 1865 beschreven door C. & R. Felder. De diersoort komt voor in Zimbabwe.